# 有田鉄道線

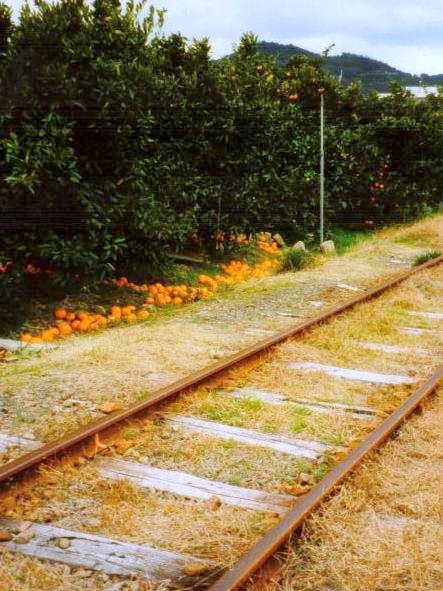
沿線の特産品であるミカンの畑の中を通っていた有田鉄道線の線路。
（下津野 - 田殿口 2002年12月13日）

有田鉄道線（ありだてつどうせん）は、かつて和歌山県有田郡吉備町（現在の有田川町）の藤並駅と金屋口駅とを結んでいた有田鉄道の鉄道路線である。2002年12月31日限りで廃止された。

## 歴史
有田鉄道は、沿線で穫れた木材やみかん（有田みかん）などの農産品を、その積出港であった湯浅港まで運搬する目的で1913年2月に設立された。1915年（大正4年）5月28日に海岸駅 - 下津野駅間、1916年（大正5年）7月1日に下津野駅 - 金屋口駅間が開業した。
1926年（大正15年）8月8日に鉄道省紀勢西線（現・紀勢本線）が藤並駅まで開通し、有田鉄道も藤並駅を新設して同線との連絡を行った。これにより、藤並駅から国鉄線を通して、みかんを満載した「蜜柑列車」で出荷するようになった。
旅客に関しては、沿線の井ノ口大師の参詣者が利用することもあり、8月の祭事には満員となるほど活況を呈した。しかし1935年（昭和10年）8月18日、田殿駅西方でガソリンカー同士が正面衝突。双方に多くの乗客が乗っていたため、重軽傷者50余人を出す惨事となった。原因は増発のための臨時列車を出した際、タブレットの交換を省略した事によるものであった。
一方で、1927年（昭和2年）8月14日に紀勢西線が紀伊湯浅駅（現・湯浅駅）まで延伸すると、これに並行する海岸駅 - 湯浅駅 - 藤並駅間は不要不急路線となり、1944年12月10日に休止されレールが撤去された。1950年4月から紀勢西線の湯浅駅まで乗り入れるようになり、藤並駅 - 海岸駅間は1959年（昭和34年）4月3日に正式に廃止された。なお、廃線敷の一部は、後年紀勢本線の複線化の際に転用された。
しかし、みかんなどの輸送は次第にトラック輸送への切り替えが進み、1984年（昭和59年）2月1日に貨物営業は廃止された。この結果、大きな収入源を失い、人員の大幅削減、車両保守を近くの自動車整備工場へ委託するなどの合理化が図られた。また、紀勢本線への乗り入れは、信楽高原鐵道列車衝突事故の後の1992年（平成4年）12月1日に廃止された。
この頃になると、利用者は沿線の和歌山県立吉備高等学校（現・和歌山県立有田中央高等学校）への通学生にほぼ限られるようになったため、1995年3月6日から第2・第4土曜日と日曜・休日（いずれも学校の休日）は全列車を運休し、並行する道路を走る路線バスで代替しつつ、1日の運行本数も次第に減少していった。さらに駅舎や軌道の状態は、とても現役路線とは思えないほど荒廃していた。一部の踏切は遮断棹が下りず、列車通過の際に係員が車を制止して対応する事例が何度も発生した。
金屋口駅の出札窓口は、ハイモ180-101導入に伴うワンマン運転開始の際に閉鎖され、鉄道線において乗車券の販売は行われなくなった。鉄道線専用の定期乗車券・回数乗車券の販売も行わず、バスの定期乗車券・回数乗車券にて並行する鉄道区間にも乗車可能という扱いが行われた。後に出札窓口を鉄道案内所として再開し、鉄道ファンに対しては記念グッズとしての各種乗車券類の販売を行い、一般乗客に対しては降車時の現金払いを案内していた。
2001年11月1日からは、運行日の運転本数が1日2往復（藤並駅発10時00分・12時00分）に減らされ、公共交通機関としては極めて少ない運行本数となった。この事実は「最も運行本数の少ない私鉄路線」として、愛好家の間にて有田鉄道の名を知らしめた。また、末期の有田鉄道には、鉄道車両の運転免許を所持していた社員が、1人しかいなかった。晩年期の利用者数は1日平均29人で、有田鉄道が鉄道輸送廃止の意向を示した時も、元々バスの定期券で並行する同社鉄道線の利用が可能だったため、さほど本数の減少及び廃止による影響はなかったらしく、地元から廃止反対の声はほとんど上がらなかった。このため、2002年10月2日に廃止予定日を2003年10月31日として路線廃止の申請を行ったものの、廃止を早めても影響は全くないと判断されたため、2002年11月29日に廃止繰上届を提出し、10か月繰り上げた2002年12月31日限りで廃止された。
なお、有田鉄道は金屋口から先、清水町へ延伸する構想があったものの、具体化しなかった。

### 廃止後
藤並駅にあった切符売り場や近辺の線路などは、施設の撤去費用が出せず放置せざるを得なかったため、朽ちながらも廃止当時のまま残されていた。藤並駅の特急「くろしお」停車駅への昇格に向けてJR西日本と地元自治体で協議が行われた結果、駅舎の建て替えとホームの延長が計画され、それに先立って有田鉄道のレールはようやく撤去された。なお、ホームおよび切符売り場の撤去は2009年度に実施されている。
廃線後まもなく一部踏切が撤去・舗装されつつも、本線はほとんどレールが引かれたまま放置されていた。しかし、自転車歩行者専用道路として活用するため2006年夏頃からレール・枕木の撤去が始まり、2008年には田殿口駅と下津野駅の駅舎を解体してプラットホームを改修、御霊駅は駅舎を残しプラットホームとともに整備・改修された。この自転車道としての整備は完了し、全区間で供用中である。
一方で、在籍車両2両は、処遇が決まらないまま金屋口駅の車庫奥に留置され、錆などの損傷が目立ってきていたが、鉄道用地譲渡と同時に沿線自治体に車両も譲渡された。2010年3月20日に地元自治体の有田川町の手によって金屋口駅構内が有田川町鉄道公園として開園し、園内で動態保存されている。
有田鉄道線の最終期を語るにあたり、ふるさと鉄道保存協会の存在が挙げられる。同会は有田鉄道と直接の関連はないが、同社公認会を自称し、同社もこれを否定しなかった。最多時には8両の車両と国鉄コンテナ4個を構内に保存していた。廃止当時の有田鉄道の2両（保線用モーターカー1両を加えても3両）をはるかに凌ぐ両数を所有した。同社線廃線後も構内にて活動していたが、その後は活動を休止した。これに伴い、構内全域が同社から有田川町に譲渡され、有田川鉄道公園が開園した現在も同町の許可を得て一部の車両が園内に残る。ただし現在は同会に代わって金屋口鉄道保存協会が組織され、所有車の整備を同協会に委託している。

### 代替バス
鉄道路線廃止に伴う代替バスは、廃止前から並行して運行していた有田鉄道バスの藤並線の増発という形が取られた。すなわち、従来は平日鉄道2往復・バス17往復であったのが、バス19往復に変更され、本数の上では従来と変わらなかった。しかし、廃止半年後の2003年6月に行われた調査によると、廃止時の1日あたり輸送人員は鉄道29人・バス57人であったのに、半年後にはバスの輸送人員は1日あたり33人に激減していた。
2018年4月1日現在、同区間のバス路線は平日12往復、土日祝日7往復に減少した。使用車両は小型バスであるが、それで何の問題もない程度の利用実態である。

## データ

### 路線データ
- 路線距離（営業キロ）：5.6 km
- 軌間：1067 mm
- 駅数：5駅（起終点駅含む）
- 複線区間：なし（全線単線）
- 電化区間：なし（全線非電化）（内燃動力）
- 閉塞方式：票券閉塞式（実質的にはスタフ閉塞）
- 最高速度：40 km/h[2]
- 交換可能駅：なし（全線1閉塞）

### 駅一覧
| 駅名     | 営業キロ | 営業キロ | 接続路線                               |
| 駅名     | 駅間     | 累計     | 接続路線                               |
| -------- | -------- | -------- | -------------------------------------- |
| 藤並駅   | -        | 0.0      | 西日本旅客鉄道：紀勢本線（きのくに線） |
| 田殿口駅 | 1.4      | 1.4      |                                        |
| 下津野駅 | 1.5      | 2.9      |                                        |
| 御霊駅   | 1.3      | 4.2      |                                        |
| 金屋口駅 | 1.4      | 5.6      |                                        |

#### 1959年廃止区間
海岸駅 - 湯浅駅 - 吉川駅 - 藤並駅
- 有田鉄道湯浅駅は紀勢西線の湯浅駅（当時は紀伊湯浅駅、1965年3月1日改称）とは別地点にあった。
- 海岸 - 藤並間は1934年休止、1937年吉川駅廃止、1938年貨物営業再開、1940年旅客営業廃止、1944年貨物営業休止、1959年貨物営業廃止。

#### 廃駅
- 明王寺駅（藤並駅 - 田殿口駅間） 1926年に休止[10]、1930年までに再開、1931年に廃止、1935年3月29日再開業、1946年までに廃止[11]。

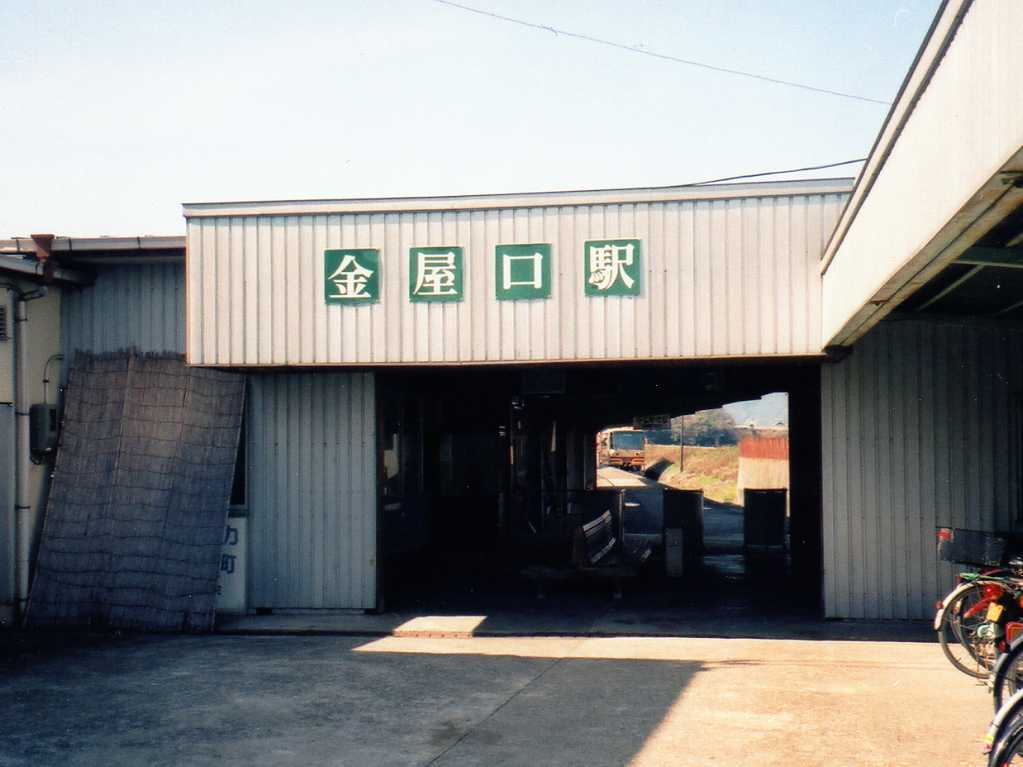
金屋口駅の駅舎 （1996年2月）
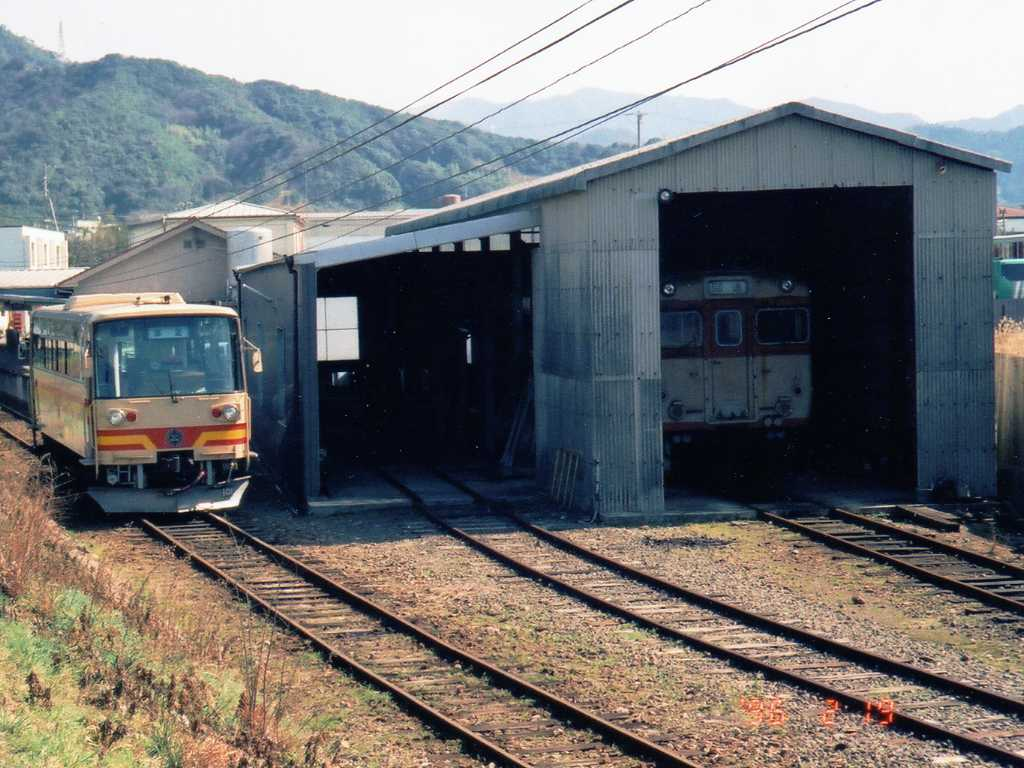
金屋口駅の構内 （1996年2月）
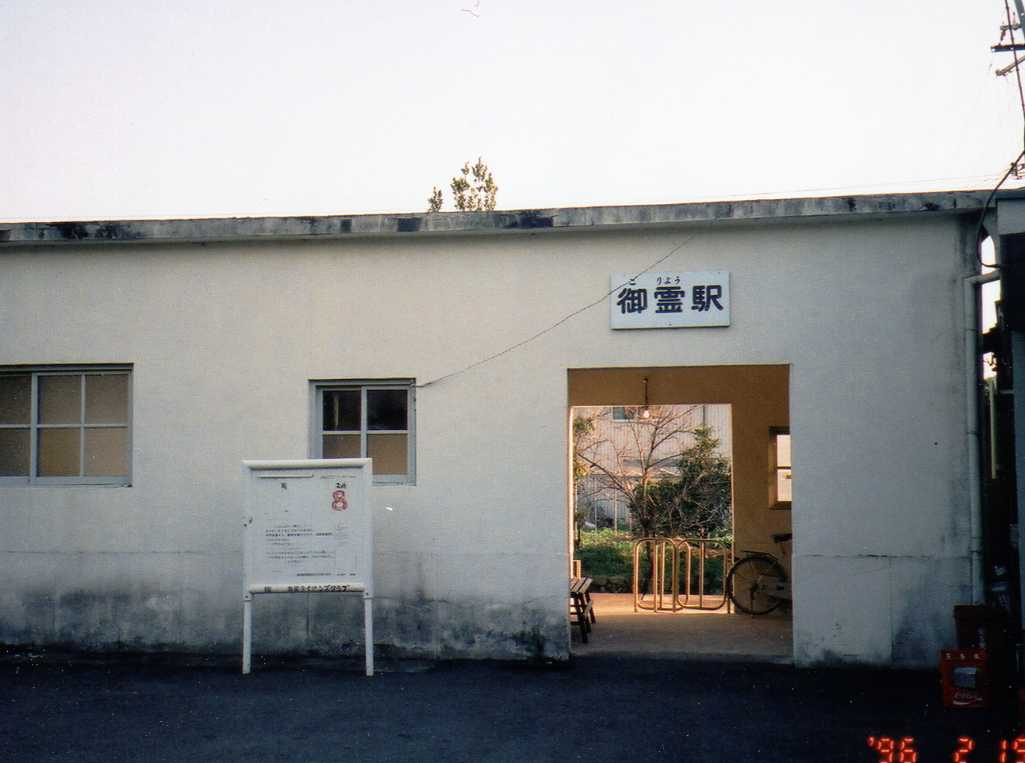
御霊駅の駅舎 （1996年2月）
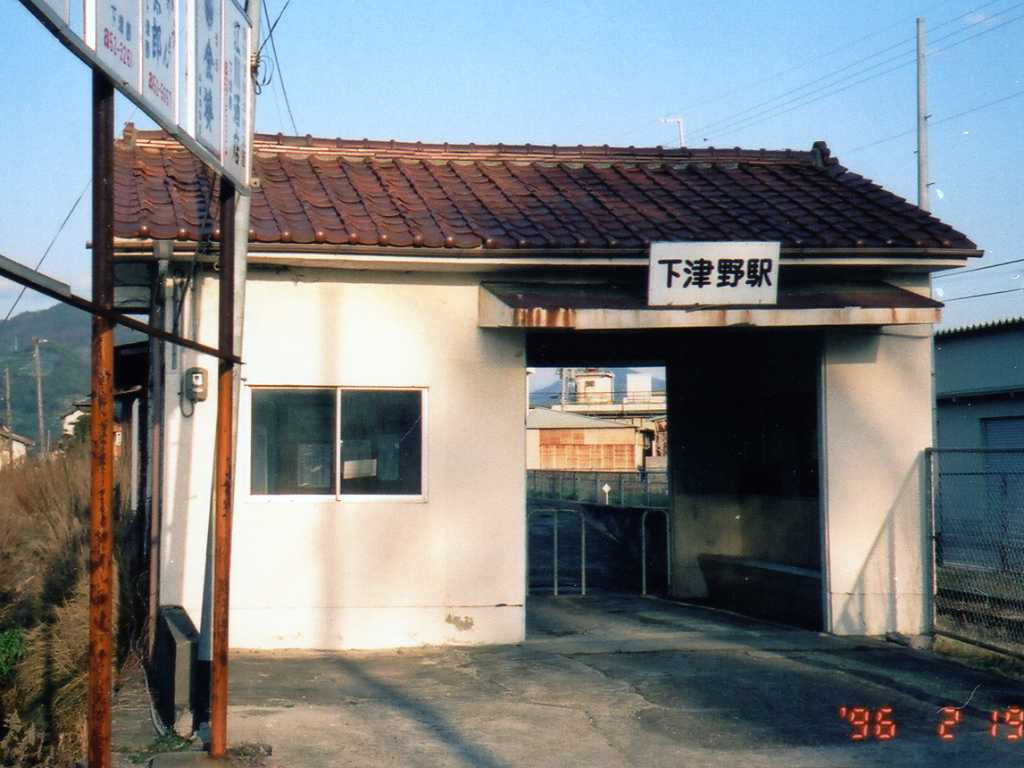
下津野駅の駅舎 （1996年2月）
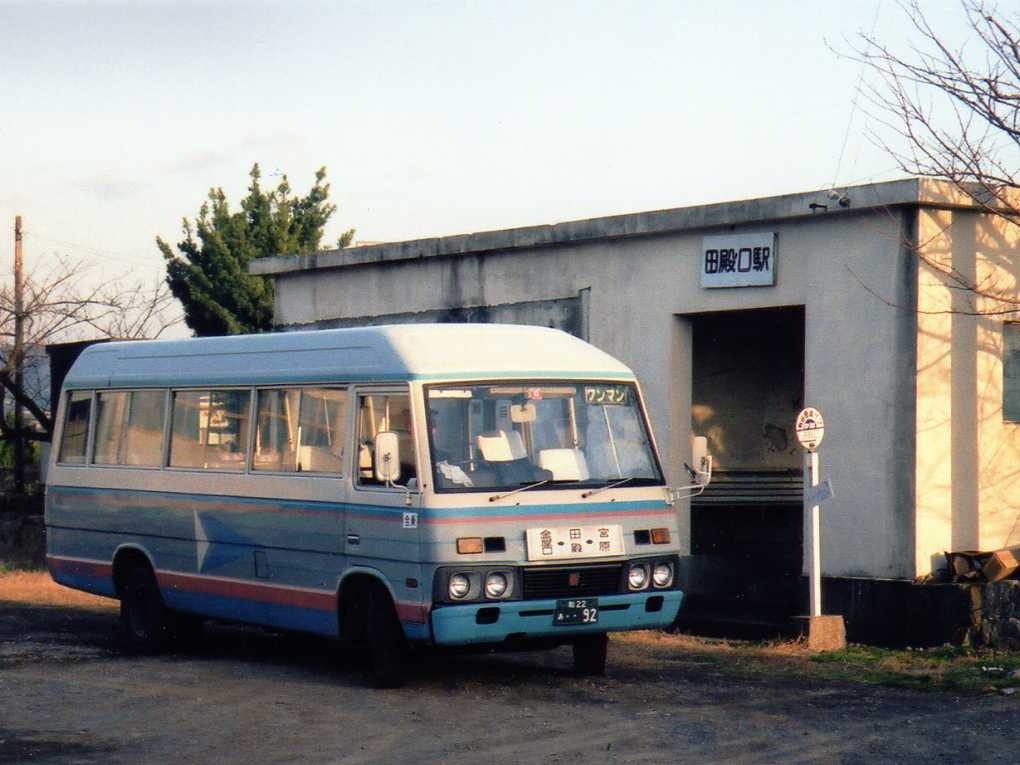
田殿口駅と有田鉄道バス （1996年2月）
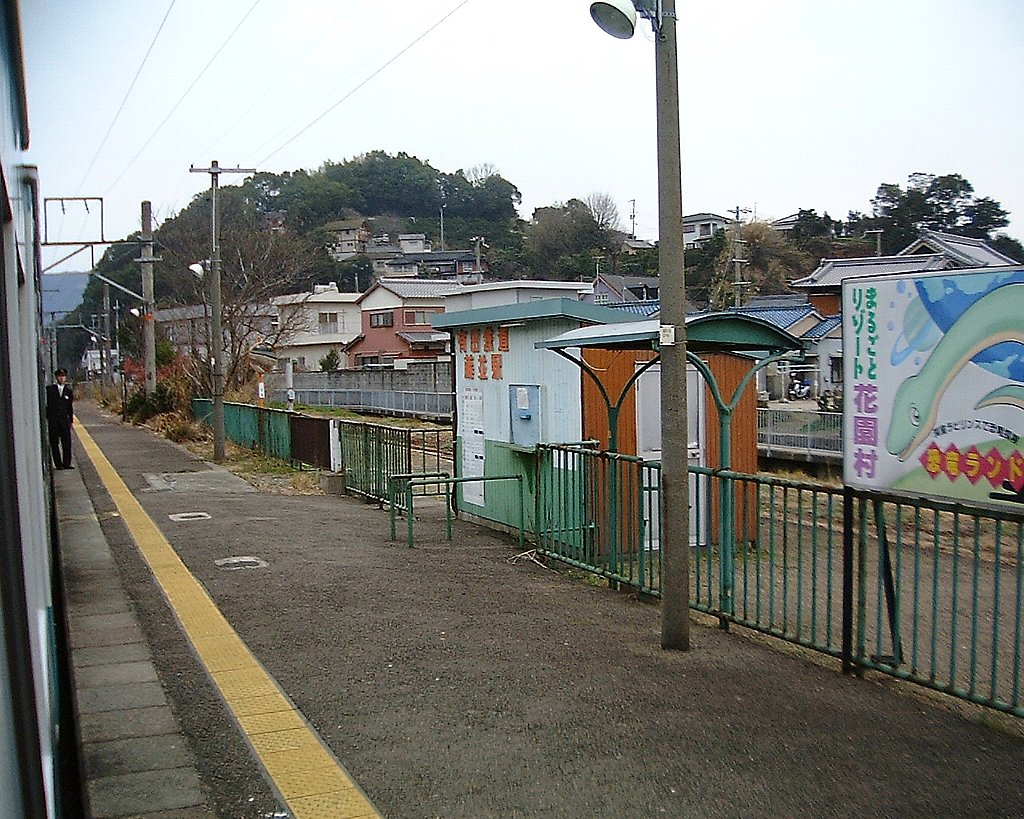
藤並駅のJRホームに面した改札口 （2003年3月6日）
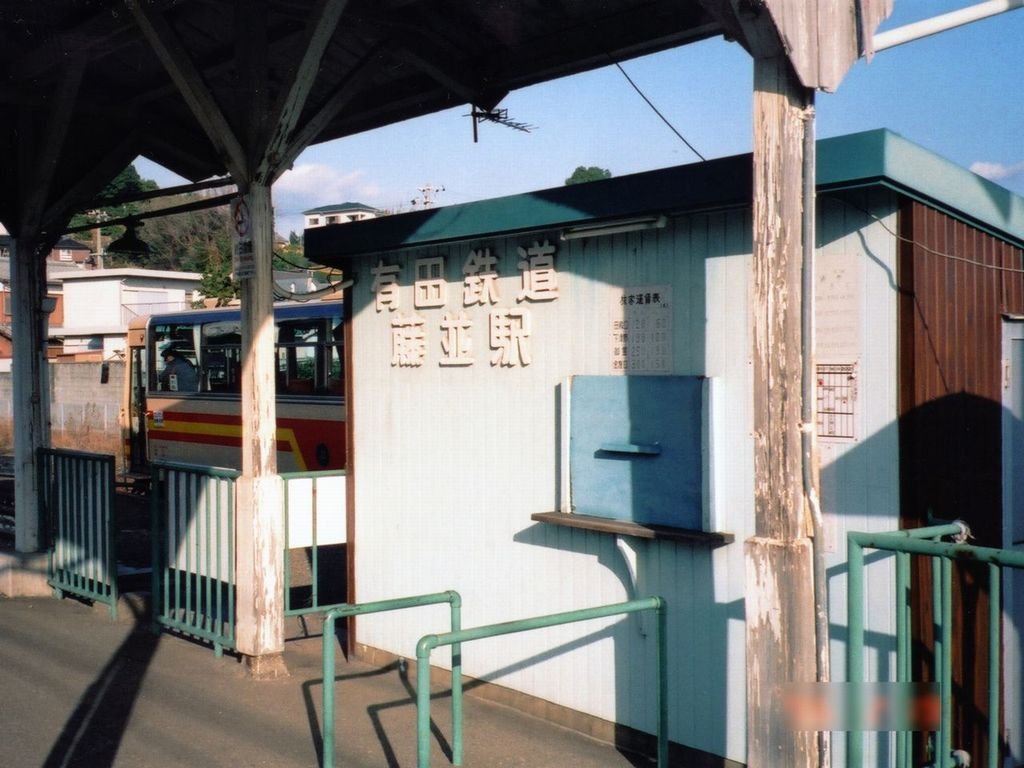
藤並駅の窓口 （1996年2月）

### 輸送実績
| 年度                  | 1950年 | 1960年 | 1965年 | 1970年 | 1975年 | 1980年 | 1985年 | 1990年 | 1995年 | 2000年 |
| --------------------- | ------ | ------ | ------ | ------ | ------ | ------ | ------ | ------ | ------ | ------ |
| 旅客輸送密度（人/日） | 1,429  | 3,657  | 3,426  | 2,072  | 1,422  | 1,252  | 702    | 319    | 67     | 43     |

- 地方鉄道軌道統計年報、私鉄統計年報、民鉄統計年報、鉄道統計年報各年度版

## 車両
廃線時まで在籍した車両は、ハイモ180-101とキハ58003の2両のみであった。なお有田鉄道では、JR西日本新宮鉄道部から購入した保線用モーターカーを加え自社所有車両3両としていた。

### 気動車

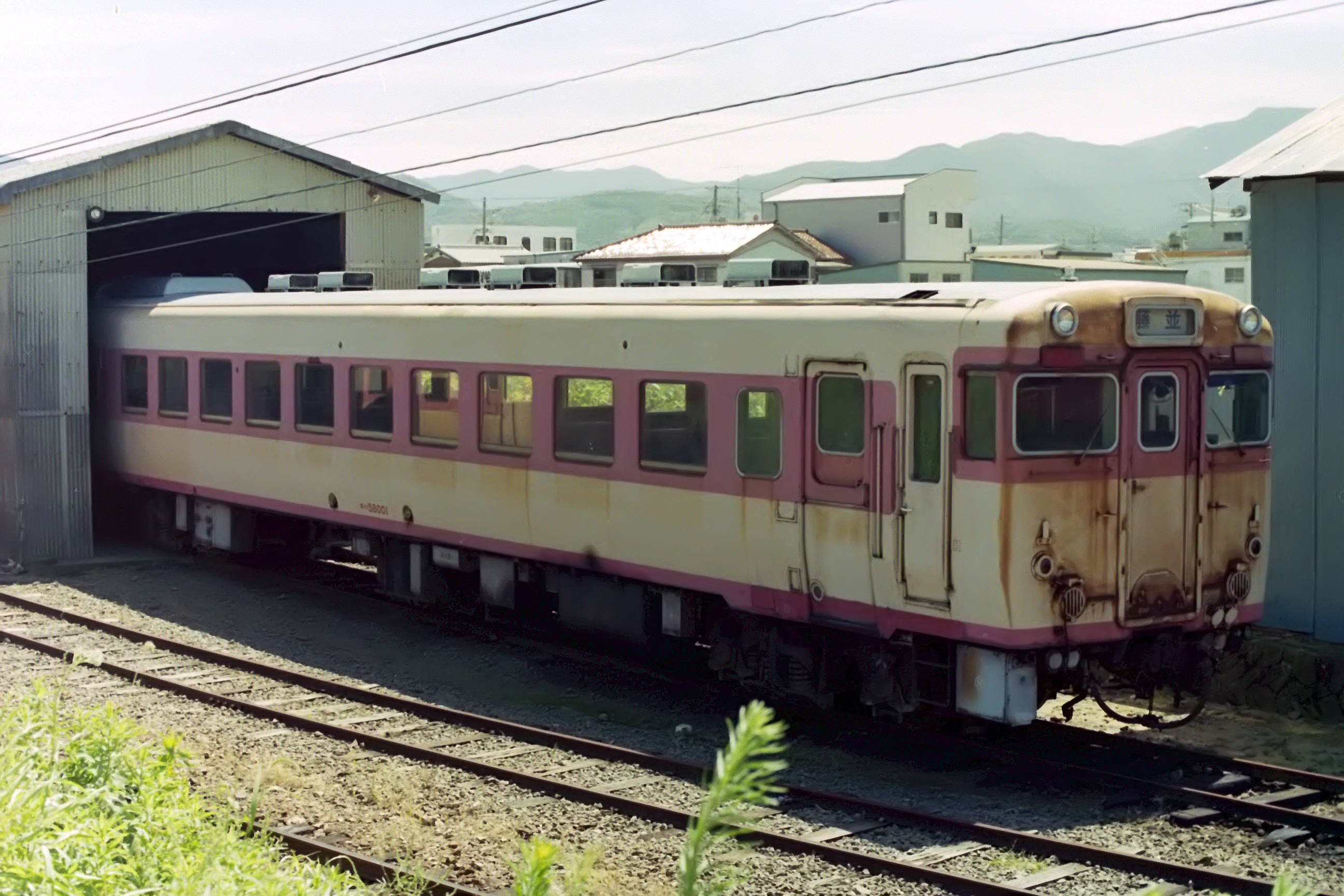
キハ58001
（1994年4月）

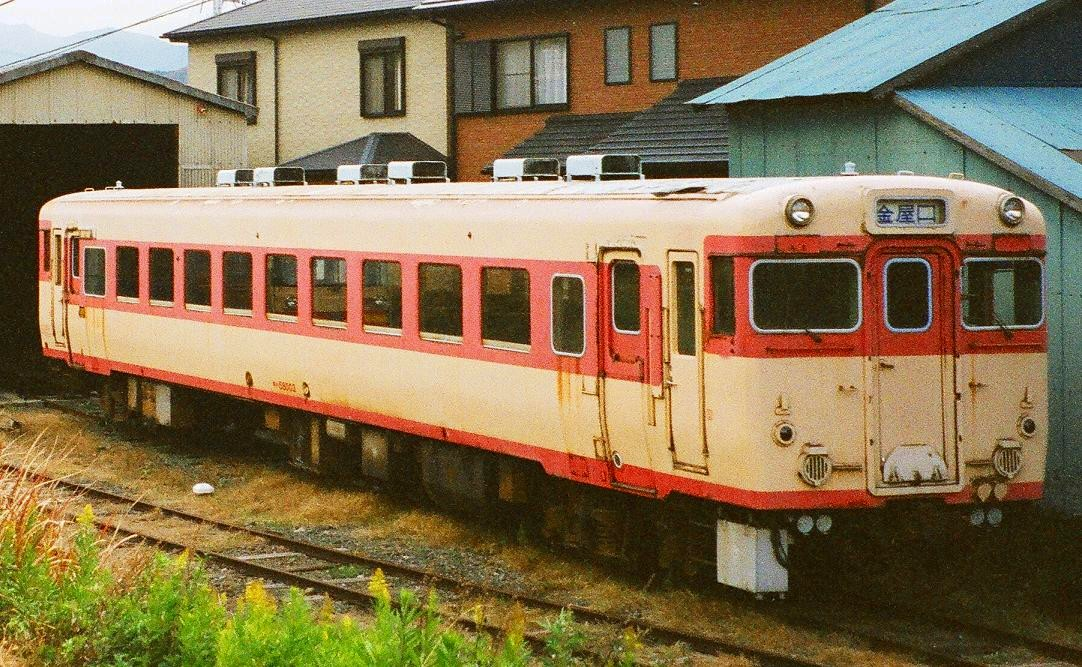
キハ58003
（2002年12月13日）

ハイモ180形（ハイモ180-101）
岐阜県の樽見鉄道から譲渡されたレールバスで、富士重工業がローカル線向けの軽快気動車として開発したLE-CarIIの初の実用車である。塗装変更等の整備を受け1994年5月16日から運行を開始した。車内は通路を挟んで逆向きに固定シートとロングシートが並んでいる。有田鉄道線初の冷房装備車両で、最末期の主力であった。廃線後暫くは同社が所有していたが、その後の自治体への鉄道用地譲渡と同時に当車も自治体に譲渡された。2010年3月20日に有田川町鉄道公園が開園し、当車は同園で動態保存されている。

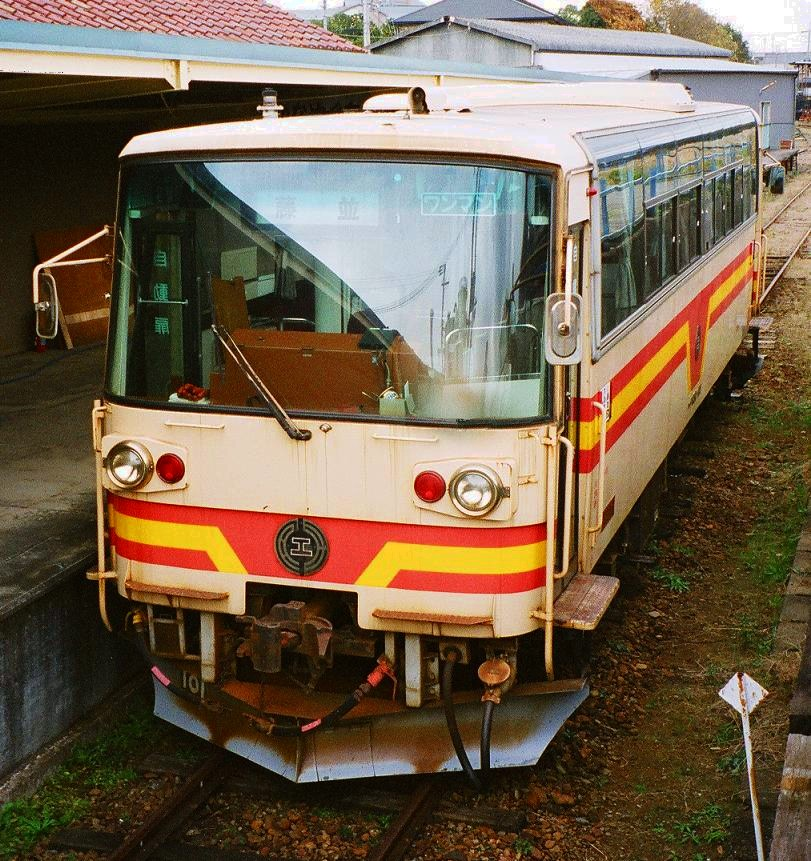
ハイモ180-101。 （2002年12月13日）
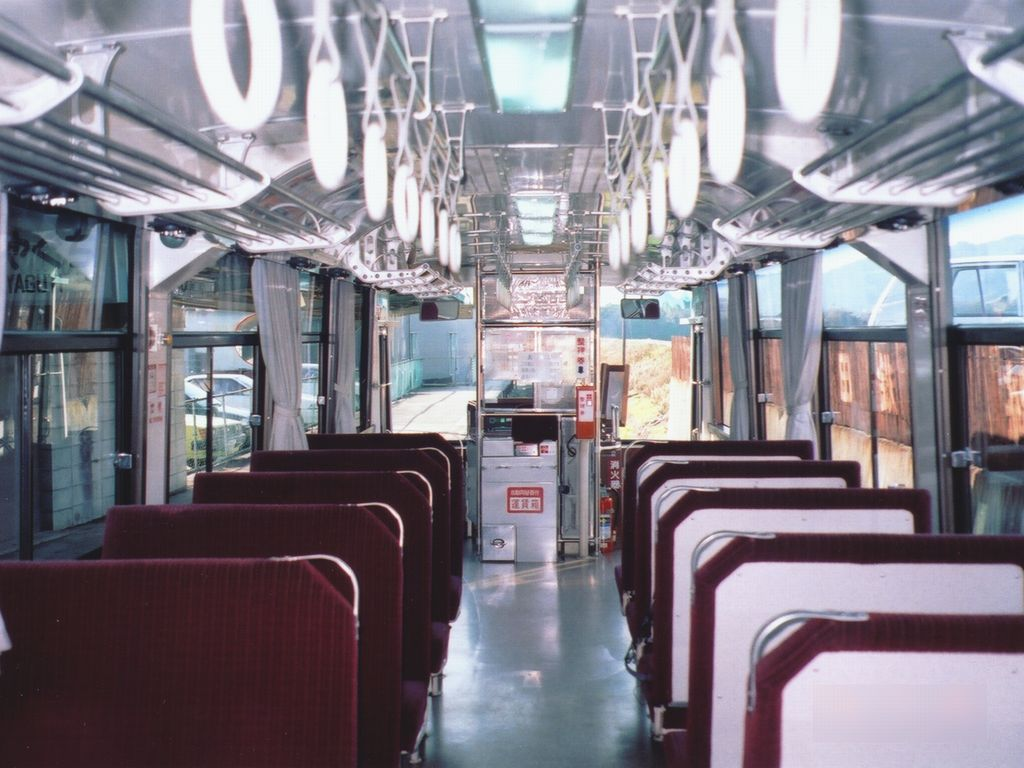
車内 （1996年2月19日撮影）
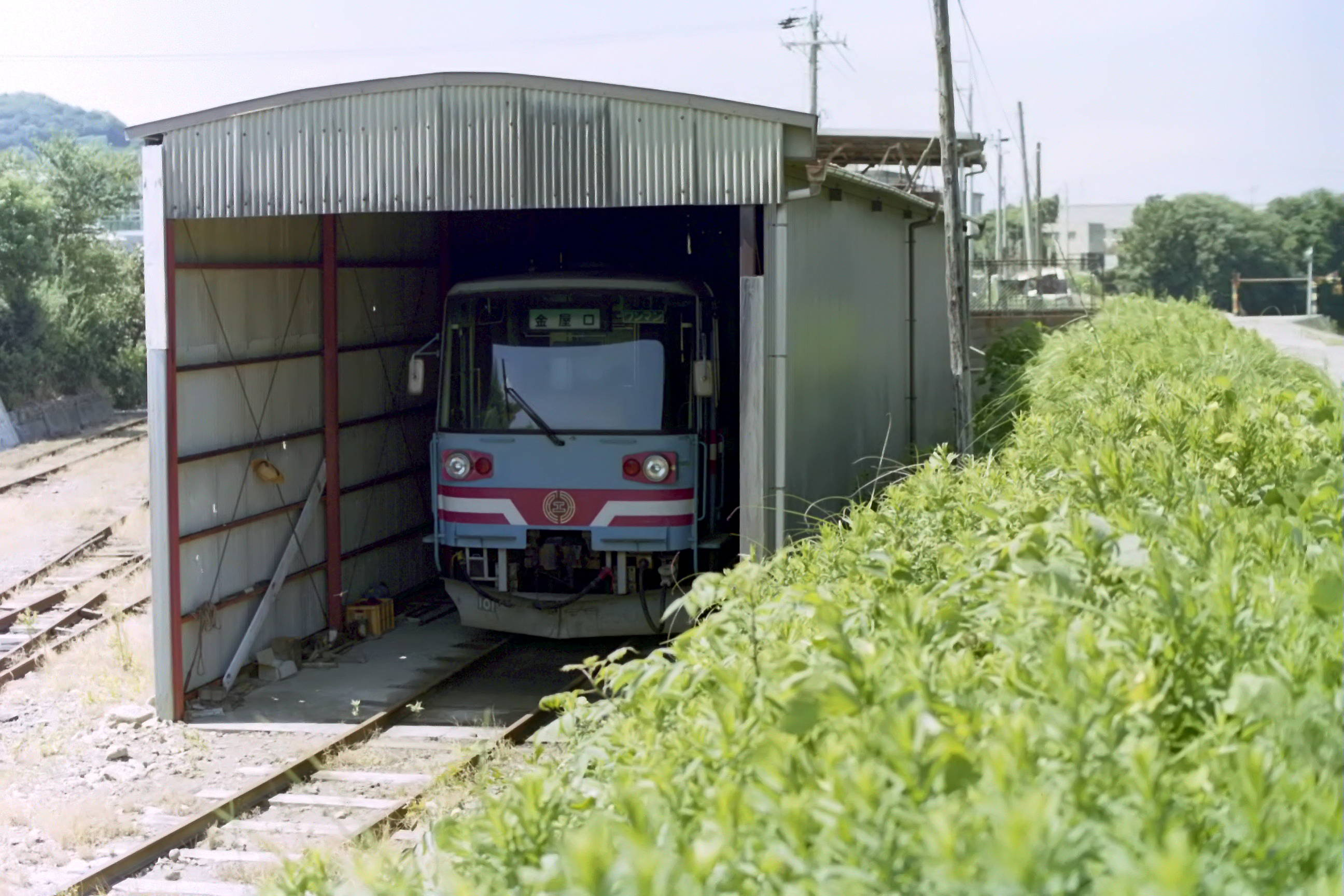
整備中のハイモ180-101（1994年3月。樽見鉄道カラーのまま)

キハ58形（キハ58001・キハ58002・キハ58003） 
山梨県の富士急行から1975年に譲渡された気動車で、元は日本国有鉄道（国鉄）中央本線との直通運転用に投入された国鉄キハ58系の同型車である。その中でも特筆すべき存在はキハ58003で、国鉄のキハ58系には存在しなかった製造時からの両運転台車であり、単行での営業運転ができたことから、有田鉄道では特にハイモ180-101譲受前の主力として用いられた。1980年に2基あったエンジンのうち1基を取り外したため、実質的にはエンジン1基のキハ28形と同等の性能となった。
これ以外にも、国鉄末期の1987年に廃車となったキハ58 86とキハ58 136を譲受している。2両とも車籍を有せず部品取り目的での譲受というのが通説だが、キハ58 136についてはキハ58001と併結し、社線内の藤並発8時48分の列車に運用されていたとのルポが記録されているほか、営業運転で湯浅駅まで運行している映像が存在する。
キハ58001とキハ58002は片運転台車で、新製時はトイレや洗面所が設置されていたが、有田鉄道への譲渡時に撤去された。キハ58003にはトイレや洗面所は新製時から設置されていない。なお、一連の改造は1980年に国鉄高砂工場で行われた。キハ58003には永らくこの際の検査標記の痕跡が車体に残っていたが、有田川鉄道公園開園に先立って実施された車体の全面塗装時に塗りつぶされた。現在はシール式で同等の表示が再現されている。
経歴上、国鉄所有となった実績はないものの、客室天井に設置の扇風機にはJNRのマークがあるなど、国鉄車と同一の部品を多く使用している。
1975年7月10日に入線し、1976年5月10日からキハ07に代わり使用を開始した。入線後しばらくしてから廃線近くまでに撮られた写真では、妻面は恒常的に油煙と錆に汚れ、整備が行き届いていない様子が窺われた。その後、キハ58001・キハ58002は、ハイモ180-101の本格的な営業開始後に不要車両として廃車解体された。キハ58003のみ廃線時まで予備車として残されたが、実態は整備不良でエンジンの始動すらおぼつかない状態であった。
廃線後しばらくは有田鉄道が所有したが、その後の自治体への鉄道用地譲渡と同時に当車も自治体に譲渡された。有田川町鉄道公園の開園に先立って起動可能な状態にまで整備され、同園で動態保存車となった。ただしその後エンジンが故障したため自走できなくなり、2022年現在はディーゼル機関車の牽引による展示運転となっている。
キハ07形（キハ07206・キハ07207）
元国鉄キハ07 206・207。1970年8月より使用を開始し、1976年5月9日まで使用され、以降は予備車になった。1982年9月15日は廃車にされ、1983年3月に解体された。
キハ250
1954年富士車輌製で、山鹿温泉鉄道の注文流れの車両であった。湘南窓と客用扉の2段ステップが特徴。キハ07206・07207の使用開始より、予備車になった。最終運転は1970年10月20日で、1976年に廃車され、1980年7月に解体された。

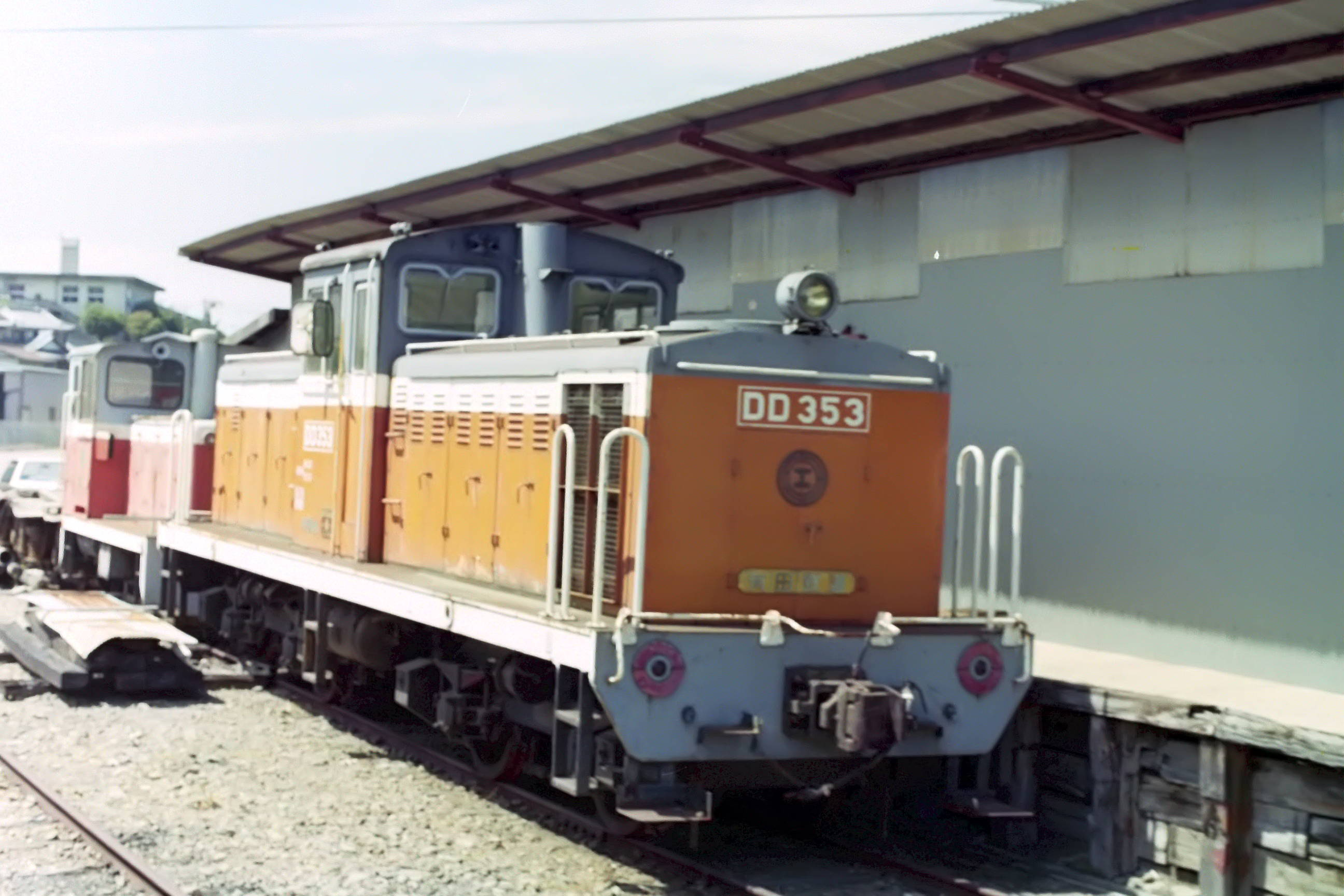
DD353。奥にDB20が見える。

キハ210
元国鉄キハ42037。1975年に廃車解体された。
キハ202・キハ205・キハ206
元国鉄キハ04 29・41038・41078。202は一畑電気鉄道立久恵線での運用を経て入線し、後に紀州鉄道に譲渡された。
キハ201
元国鉄キハ40001。一畑電気鉄道立久恵線での運用を経て入線。キハ07206・07207の使用開始により、1971年に廃車され、1975年8月に解体された。

### ディーゼル機関車
D353形(DD353)
1963年に日本車輌製造で製造された新日本製鐵（新製時は八幡製鐵、現・日本製鉄）八幡製鐵所の凸型ディーゼル機関車35-DD9形。DB20と共に貨物輸送に従事した。車両番号はDが1つ多い。
DB20形(DB20)
1965年に日本輸送機で製造された15t機。有田川町鉄道公園のDB107は、同機を再現したもの。

### 客車
木製2軸客車とガソリンカーからの改造車があった。
1-4
梅鉢鉄工所製で1915年に使用開始。2・3は1932年に廃車。残りは1948年に廃車。
5・6
1917年に南海鉄道より購入。旧番号は、は60・69（製造年製造所不明）。1932年に廃車。
か1・2（荷物車）
1917年に南海鉄道より購入。旧番号は、に3・7（1906年南海鉄道製）。1920年に2両とも佐久鉄道に売却。